# Andreas Johnsson
Pour les articles homonymes, voir Johnsson.
Andreas Johnsson (né le 21 novembre 1994 à Gävle en Suède) est un joueur professionnel suédois de hockey sur glace. Il évolue au poste d'attaquant. Il est le fils de Jonas Johnsson joueur puis entraîneur de hockey sur glace.

## Biographie

### Carrière en club
Formé au HK Kings, il poursuit son apprentissage au Frölunda HC, le club où joue alors son père. Il débute dans l'Elitserien en 2013. Lors du repêchage d'entrée dans la LNH 2013, il est choisi au septième tour, à la deux-cent-deuxième place au total par les Maple Leafs de Toronto. Il reçoit l'Årets rookie de la meilleure recrue de la SHL en 2014. 
En 2016, il part en Amérique du Nord et finit la saison avec les Marlies de Toronto, club ferme de Maple Leafs dans la Ligue américaine de hockey. 
Le 14 mars 2018, il joue son premier match dans la Ligue nationale de hockey avec les Maple Leafs face aux Stars de Dallas. 
Il marque son premier but le 17 mars face aux Canadiens de Montréal. Le deux avril, face aux Sabres de Buffalo il récolte sa première assistance ainsi que son deuxième but dans la LNH. Il inscrit un triplé le 24 novembre 2018 face aux Flyers de Philadelphie.
Le 10 octobre 2020, il est échangé aux Devils du New Jersey en retour de l'attaquant Joseph Anderson.
Le 26 février 2023, Johnsson est échangé aux Sharks de San José en compagnie de Fabian Zetterlund, Nikita Okhotiouk, Chakir Moukhamadoulline, ainsi qu'un choix conditionnel de 1re ronde en 2023, un choix conditionnel de 2e ronde en 2024 et d'un choix de 7e ronde en 2024.  En retour, les Devils reçoivent Timo Meier, Scott Harrington, Santeri Hatakka, Zachary Émond, Timour Ibraguimov et un choix de 5e ronde en 2024.

### Carrière internationale
Il représente la Suède En équipe nationale. Il prend part aux sélections jeunes.

## Statistiques

### En club
| Saison     | Équipe                 | Ligue      |     | Saison régulière | Saison régulière | Saison régulière | Saison régulière | Saison régulière |    | Séries éliminatoires | Séries éliminatoires | Séries éliminatoires | Séries éliminatoires | Séries éliminatoires |
| Saison     | Équipe                 | Ligue      | PJ  | B                | A                | Pts              | Pun              | PJ               | B  | A                    | Pts                  | Pun                  |                      |                      |
| 2012-2013  | Frölunda HC            | Elitserien | 7   | 1                | 0                | 1                | 0                | 5                | 0  | 0                    | 0                    | 0                    |                      |                      |
| 2013-2014  | Frölunda HC            | SHL        | 44  | 15               | 9                | 24               | 2                | 7                | 1  | 0                    | 1                    | 4                    |                      |                      |
| 2014-2015  | Frölunda HC            | SHL        | 55  | 22               | 13               | 35               | 34               | 8                | 2  | 2                    | 4                    | 4                    |                      |                      |
| 2015-2016  | Frölunda HC            | SHL        | 52  | 19               | 25               | 44               | 20               | 16               | 2  | 2                    | 4                    | 8                    |                      |                      |
| 2015-2016  | Marlies de Toronto     | LAH        | -   | -                | -                | -                | -                | 2                | 0  | 0                    | 0                    | 0                    |                      |                      |
| 2016-2017  | Marlies de Toronto     | LAH        | 75  | 20               | 27               | 47               | 42               | 11               | 6  | 0                    | 6                    | 13                   |                      |                      |
| 2017-2018  | Maple Leafs de Toronto | LNH        | 9   | 2                | 1                | 3                | 0                | 6                | 1  | 1                    | 2                    | 2                    |                      |                      |
| 2017-2018  | Marlies de Toronto     | LAH        | 54  | 26               | 28               | 54               | 53               | 16               | 10 | 14                   | 24                   | 4                    |                      |                      |
| 2018-2019  | Maple Leafs de Toronto | LNH        | 73  | 20               | 23               | 43               | 32               | 7                | 1  | 3                    | 4                    | 0                    |                      |                      |
| 2019-2020  | Maple Leafs de Toronto | LNH        | 43  | 8                | 13               | 21               | 14               | 1                | 0  | 0                    | 0                    | 0                    |                      |                      |
| 2020-2021  | Devils du New Jersey   | LNH        | 50  | 5                | 6                | 11               | 12               | -                | -  | -                    | -                    | -                    |                      |                      |
| 2021-2022  | Devils du New Jersey   | LNH        | 71  | 13               | 22               | 35               | 30               | -                | -  | -                    | -                    | -                    |                      |                      |
| 2022-2023  | Devils du New Jersey   | LNH        | 2   | 0                | 0                | 0                | 0                | -                | -  | -                    | -                    | -                    |                      |                      |
| 2022-2023  | Comets d'Utica         | LAH        | 36  | 9                | 21               | 30               | 42               | -                | -  | -                    | -                    | -                    |                      |                      |
| 2022-2023  | Sharks de San José     | LNH        | 11  | 0                | 3                | 3                | 6                | -                | -  | -                    | -                    | -                    |                      |                      |
| Totaux LNH | Totaux LNH             | Totaux LNH | 259 | 48               | 68               | 116              | 94               | 14               | 2  | 4                    | 6                    | 2                    |                      |                      |

### En équipe nationale
| Année | Évènement                   |   | PJ | B | A | Pts | Pun | +/-               |  | Résultat |
| 2014  | Championnat du monde junior | 7 | 3  | 3 | 6 | 6   | +5  | Médaille d'argent |  |          |

## Trophées et honneurs personnels

### Svenska Hockeyligan (SHL)
- 2013-2014 : remporte l'Årets rookie
- 2015-2016 : remporte le trophée Le Mat avec le Frölunda HC

### Ligue américaine de hockey
- 2017-2018 :
  - participe au Match des étoiles de la LAH
  - sélectionné dans la seconde équipe d'étoiles
  - remporte le trophée Jack-A.-Butterfield (meilleur joueur des séries éliminatoires)
  - vainqueur de la Coupe Calder avec les Marlies de Toronto